# Aurel Baranga
Pour les articles homonymes, voir Baranga.
Aurel Baranga, né Aurel Leibovici le 20 juin 1913 à Bucarest et mort le 10 juin 1979 dans la même ville, est un dramaturge et poète roumain.

## Biographie

### Naissance
Aurel Baranga, de son vrai nom Aurel Leibovici, naît le 20 juin 1913 à Bucarest.

### Carrière et études
Il fait ses débuts littéraires en 1929, dans le magazine Bilete de papagal de Tudor Arghezi, avec le sketch Noaptea albă, et en 1930 et 1931, il édite le magazine Alge avec Gherasim Luca. En 1931 également, il est diplômé du lycée « Matei Basarab », où il a Perpessicius parmi ses professeurs. Il fait ses débuts dans l'édition en 1933 avec le volume d'avant-garde Poèmes avec les aveugles. Entre 1934 et 1940, il rédige des rapports, des pamphlets et des critiques dramatiques pour les publications Facla, Cuvîntul liber, Reporter, Azi, Lumea românească. Il entre ensuite dans la presse écrite, d'abord comme rédacteur de « Lumea românească » (1937-1939). En 1938, il est diplômé de la faculté de médecine et travaille sporadiquement de 1939 à 1944. Il est ensuite rédacteur de România liberă (1944-1948), de Viața românească (rédacteur en chef adjoint, 1962-1967), et collabore à des périodiques antifascistes et d'avant-garde. Il est également rédacteur en chef de Urzica (1949-1979). En 1945, il travaillé à la Société roumaine de radiodiffusion, puis au Théâtre national I.L. Caragiale de Bucarest, où il est secrétaire littéraire de 1949 à 1952 et directeur artistique de 1958 à 1962. Il publie également le volume de reportages Il neige sur l'Ukraine (1945) et les volumes de poésie La grande tempête (1946) et La voix de l'Amérique (1949). Il débute comme dramaturge avec la comédie Ball in Făgădău (1946), et s'y consacre pendant près de deux décennies. Il se fait toutefois un nom dans ce genre avec la comédie L'agneau fou (1945), qui lui vaut le prix d'État. Il publie ensuite plusieurs pièces (principalement des comédies et des drames), également inspirées de l'histoire contemporaine : La recette du bonheur ou Ce dont on ne parle pas (1957), Siciliana (1961), Adam et Eve (1963), Saint Michel Blajinu (1966), L'opinion publique (1967), Travesti (1969), L'intérêt général (1971), La vie d'une femme (1975), et d'autres. Entre 1969 et 1974, il est membre du comité central du parti communiste roumain. En 1975, il reçoit le prix de l'Association des écrivains de Bucarest. En 1978, il publie le volume Journal d'atelier (1978), une sélection de ses notes sur une période de trente ans.

### Mariage et descendance
Il est marié à l'actrice Marcela Rusu, avec laquelle il a un fils, Harry Baranga.

### Mort
Aurel Baranga meurt le 10 juin 1979 à Bucarest, à l'âge de 65 ans.